# Blacy (Yonne)
Blacy ist eine französische Gemeinde mit 99 Einwohnern (Stand 1. Januar 2022) im Département Yonne in der Region Bourgogne-Franche-Comté (vor 2016 Bourgogne); sie gehört zum Arrondissement Avallon und zum Kanton Chablis (bis 2015 L’Isle-sur-Serein).

## Geographie
Blacy liegt etwa 48 Kilometer südöstlich von Auxerre. Umgeben wird Blacy von den Nachbargemeinden Annoux im Norden, Thizy im Osten, Montréal im Süden und Südosten, Angely im Westen und Südwesten, L’Isle-sur-Serein im Westen sowie Massangis im Nordwesten.

## Bevölkerungsentwicklung
| Jahr                      | 1962 | 1968 | 1975 | 1982 | 1990 | 1999 | 2006 | 2013 |
| Einwohner                 | 85   | 86   | 90   | 90   | 89   | 90   | 103  | 107  |
| Quelle: Cassini und INSEE |      |      |      |      |      |      |      |      |

## Sehenswürdigkeiten

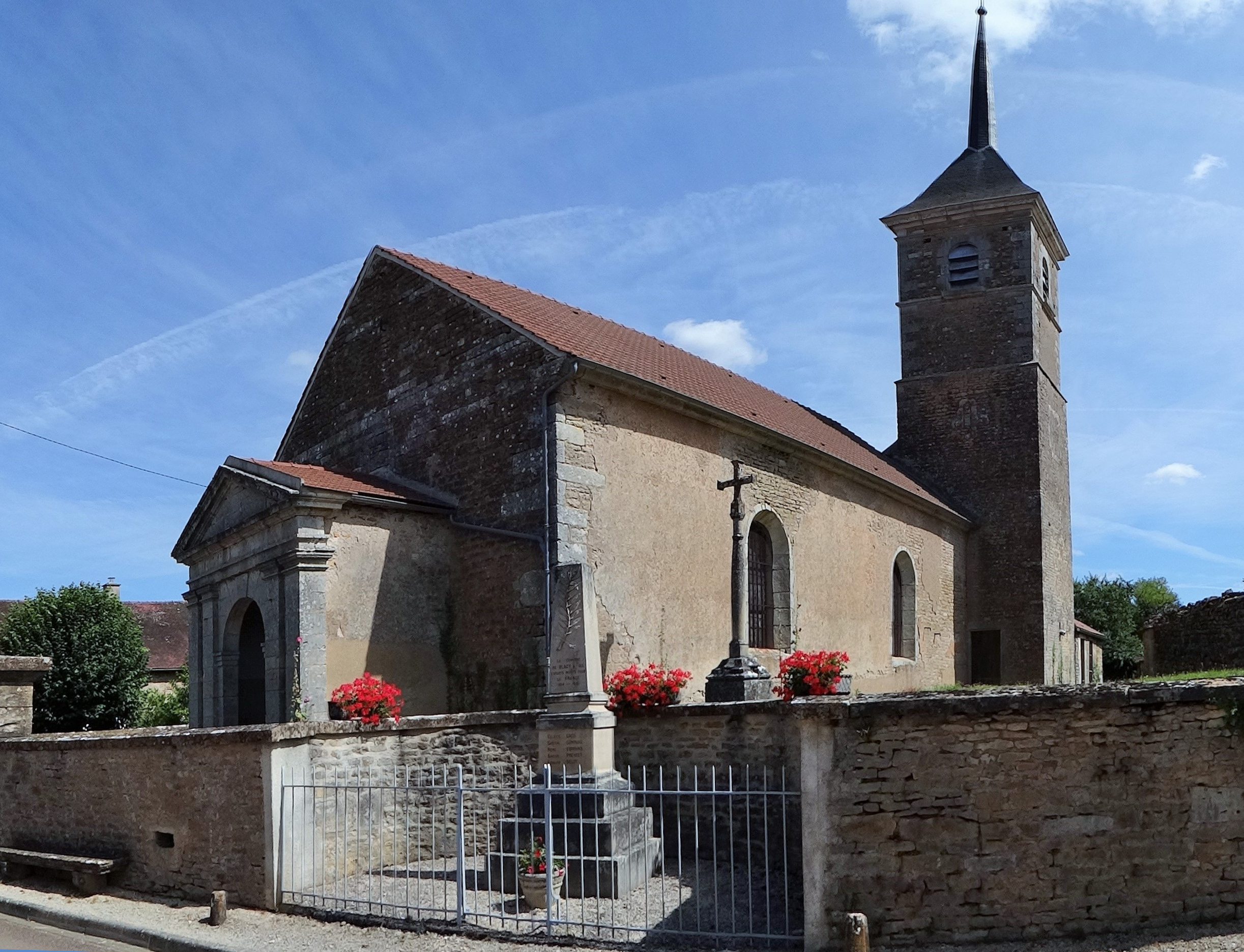
Kirche Saint-Martin

- Kirche Saint-Martin